# Паславский, Марк
Марк Грегори Паславский (укр. Марко Григорій Паславський; англ. Mark Gregory Paslawsky; 16 января 1959, Манхэттен, Нью-Йорк, США — 19 августа 2014, вблизи Иловайска, Донецкая область) — украинский военный, доброволец батальона оперативного назначения «Донбасс» Национальной гвардии Украины. Американец украинского происхождения, ранее военнослужащий 75-го полка рейнджеров Армии США, майор, в 1991 уволился со службы и переехал на Украину. Погиб в ходе войны на востоке Украины в бою за Иловайск.
Награждён Президентом Украины Орденом Даниила Галицкого (посмертно).

## Биография
Родился в 1959 году в украинско-американской семье на Манхэттене, Нью-Йорк. Вырос в Нью-Джерси.
Служил в семьдесят пятом полку рейнджеров, специализирующемся на разведывательно-диверсионных операциях. В 1991 году уволился из армии в звании майора
Переехал на Украину в начале 1990-х. Марк оставался действующим майором спецподразделения США в запасе. По словам советника МВД Антона Геращенко, Марк был менеджером по продажам металлопродукции за границу на заводе в Мариуполе. По словам Саймона Островского, Марк работал в финансовом секторе в Киеве, Харькове и Москве, в частности инвестиционным консультантом.
В 2001—2002 годах работал в качестве наёмного генерального директора в российском филиале европейской сельскохозяйственной компании.
Марк был активным участником Евромайдана, включая эпизоды, связанные с переходом насилия в вооружённое противостояние с применением огнестрельного оружия. В частности, Марк участвовал в стрелковых боях в центре Киева 20 февраля 2014 года.
С началом войны на востоке Украины в апреле 2014 года присоединился к батальону «Донбасс». В апреле 2014 года принял украинское гражданство, так как официальное наёмничество на Украине запрещено. Имел позывной «Франко» — в честь Ивана Франко. В конце мая — в начале июня 2014 года проходил обучение вместе с бойцами батальонов Национальной гвардии в Новых Петровцах.
Погиб в бою за Иловайск в Донецкой области 19 августа 2014 года, в возрасте 55 лет от выстрела в спину от снайпера и двух контрольных выстрелов. Похоронен 26 августа 2014 года на Аскольдовой могиле в Киеве. 19 августа 2015 там ему был установлен памятный знак. На церемонии открытия памятного знака на могиле присутствовали его родные: мать, брат и сестры, бывшие народные депутаты Владимир Яворивский, Степан Хмара, Евгений Нищук, бойцы из батальона «Донбасс».
Паславский посмертно награждён высшей наградой «Пласт» (национальная скаутская организация Украины) Железным крестом, как бывший член этой организации.

## Семья
Марк Паславский был племянником украинско-американского историка и почётного профессора Рутгерского университета, члена ОУН Тараса Гунчака.
Не являлся племянником Николая Лебедя, как его представила Russia Today. Его настоящий дядя — Михайло Лебедь, умер в 1971 году и похоронен рядом со своей женой Светланой Лебедь.
Старший брат Нестор, руководит украинским культурным центром «Союзівка» в посёлке Керхонксон (штат Нью-Йорк), который входит в состав организации «Пласт».
Кроме брата, у Марка остались мать и две сестры.

## Уголовное дело о наследстве
В 1998 году основал компанию «Русава-К», которая по официальной версии получала доходы от реализации сельскохозяйственной продукции за границу.
В феврале 2015 гражданин России из Крыма Леонид Мосейчук предъявил завещание, оформленное Марком Паславским на его имя и стал претендовать на 100 миллионов гривен на расчётном счету организации. Существует экспертное заключение, что документы, которыми якобы за неделю до гибели Марк Паславский передал своё имущество, являются поддельными, а по другим данным были подписаны Марком под угрозой. Андрей Кожемякин, Николай Томенко, Сергей Соболев, Владимир Яворивский, Владимир Бортник и другие депутаты направили по этому депутатский запрос. Возбуждено уголовное дело.

## Память
- 6 декабря 2014 во время игры команд НХЛ «Нью-Джерси Девилз» и «Вашингтон Кэпиталз» почтили память Марка[21].
- В мае 2015 года Подгаецкой гимназии присвоили имя Маркиана Пославского[22].
- В августе 2015 года Марку Паславскому установили памятный знак на Аскольдовой могиле[23][24].

## Ссылка
- Mark Paslawsky.  America’s Hidden Infrastructure. The New York Times (13 сентября 1991) (англ.)
- Alexander J. Motyl.  Loose Cannons and Ukrainian Casualties // World Affairs blog; Украинский перевод — Zbruch, 31.08.2014
- Новые фото американца украинского происхождения, пал на Донбассе // UaPost.us, 29 Февраль 2016
- На Киевщине рейдеры захватили агрофирму погибшего в Иловайск // «Украина Криминальная», 12.03.2015 11:23
- Неизвестные присвоили фермерское хозяйство погибшего в Иловайске героя АТО  Мошенники подделали документы для продажи имущества, когда его владелец находился ещё в зоне АТО // iPress.ua, 3 декабря 2015 16:05
- Марк Паславский: «Я не сказал своим близким в США, что иду на войну» // Сhabala.com.ua /. 11 сентября 2014
- Паславский, Марк на «Родоводе». Дерево предков и потомков
- The American Volunteer in the Donbas Battalion: Russian Roulette (Dispatch 66) на YouTube (англ.)
- Российские рейдеры захватили предприятие погибшего бойца АТО на YouTube
- Последние кадры жизни погибших Иловайск на YouTube